# Francisco Craveiro Lopes
Francisco Higino Craveiro Lopes (12. dubna 1894 Lisabon – 2. září 1964 Lisabon) byl portugalský voják a politik. V letech 1951–1958 byl prezidentem Portugalska. V letech 1936–1938 byl guvernérem Portugalské Indie.

## Život
Byl synem João Carlose Craveira Lopese, portugalského armádního generála a 122. generálního guvernéra Portugalské Indie (1929–1936). V roce 1911 dokončil studia na střední vojenské škole Colégio Militar v Lisabonu. Poté studoval v Lisabonu polytechniku, ale jen kurz umožňující vstup do důstojnického sboru. Jakmile to bylo možné, zahájil kariéru v armádě. Nejprve sloužil v jezdectvu, později přešel k letectvu. První světovou válku strávil zejména v Mosambiku. V roce 1917 absolvoval vojenský pilotní kurz na francouzské letecké škole v Chartres. V té době byl také povýšen na poručíka, v březnu 1922 na kapitána. V roce 1926 byl jmenován ředitelem instruktážního oddělení vojenské školy, tuto funkci zastával do roku 1929. Do funkce se vrátil znovu v roce 1932 a na krátkou dobu také v roce 1939. Roku 1933 odjel do Portugalské Indie. V roce 1936 vystřídal svého otce ve funkci jejího generálního guvernéra. Byl jím až do roku 1938. Byl povýšen na majora (1930), podplukovníka (1939), plukovníka (1942), brigádního generála (1947) a generála (1949).
Premiér a vůdce režimu António de Oliveira Salazar si ho v roce 1951, poměrně nečekaně, vybral jako kandidáta na prezidenta, po smrti Óscara Carmony. Patrně tím chtěl uklidnit armádu, v níž se začala se salazarovskou diktaturou rodit nespokojenost. Craveiro Lopesova apolitičnost také tolik nedráždila opozici. Měl kandidovat proti námořnímu důstojníkovi Manuelu Quintão Meirelesovi, ale ten den před lidovým hlasováním z voleb odstoupil a Craveiro Lopes byl hladce zvolen. Podle ústavy měl jako prezident téměř diktátorské pravomoci. V praxi však moc držel premiér Salazar. Craveiro Lopes však nebyl ochoten dát Salazarovi úplně volnou ruku, kterou mu dával Carmona. Prezident, stále více frustrovaný z toho, že je vládou ignorován, dokonce navázal jisté nesmělé kontakty s opozicí. Salazar byl kvůli tomu stále více nespokojený a s blížícími se volbami v roce 1958 zesílil v médiích proti prezidentovi kampaň - byl líčen jako nepružný, strnulý, nepřístupný. Nakonec si Salazar v roce 1958 vybral pro prezidentské volby jiného, poddajnějšího kandidáta, ministra námořnictva América Tomáse, ačkoli Craveiro Lopes o kandidaturu usiloval. Demokratická opozice pak nabídla Craveiro Lopesovi, aby v následujícím lidovém hlasování kandidoval proti Tomásovi s její podporou, ale Craveiro Lopes věděl, že volby budou zmanipulované a odmítl. Režim ho za to povýšil na maršála. Přesto se Craveiro Lopes v roce 1961 podílel na neúspěšném vojenském pokusu o svržení Salazara, který vedl ministr obrany Júlio Botelho Moniz. Plán důstojníků počítal s tím, že se do čela státu vrátí Craveiro Lopes a předsedou vlády by se mohl stát reformista Marcelo Caetano. Spiknutí bylo rozprášeno dříve než mohlo dojít k ozbrojené konfrontaci.
Craveiro Lopes postižen nebyl, bylo mu umožněno odcestoval do kolonií, aby navštívil své děti (jeden syn žil v Mosambiku, druhý v Angole). Na začátku roku 1963 utrpěl infarkt. Když se uzdravil, mírně se zapojil do veřejného dění, když v rozhovoru pro Diário de Notícias žádal „postupný vývoj režimu“, „zrušení cenzury“, „svobodu projevu a diskuse“ a „zdravý rozum v koloniálních otázkách“. 2. září 1964 ho znovu zradilo srdce, infarkt byl tentokrát smrtelný. Byl mu uspořádán státní pohřeb, ale nebyl vyhlášen státní smutek a ministerstvo obrany oproti zvyklostem neuhradilo náklady na pohřeb.